# A Géppuskás Hadtest emlékműve
A Géppuskás Hadtest emlékműve (Machine Gun Memory) Londonban áll, és azoknak a brit géppuskásoknak állít emléket, akik az első világháborúban haltak hősi halált. Az alkotást, amely a Királyi Tüzérség első világháborús emlékműve közelében kapott helyet, 1925-ben leplezték le.

## Története
A brit Géppuskás Hadosztályt 1915-ben hívták életre, majd 1922-ben oszlatták fel. Az öngyilkosok klubjaként is emlegetett egységben 170 ezer ember szolgált, közülük 13 791-en estek el. További 48 258-an sebesültek meg, tűntek el vagy estek hadifogságba.
Az emlékművet Francis Derwent Wood tervezte. A kőtalapzat két oldalán egy-egy koszorúkkal ékesített, bronzból öntött Vickers-géppuska áll. A középső pilonon a meztelen Dávid látható, kezében a legyőzött Góliát kardjával. Alatta, utalásként a géppuska pusztító hatékonyságára, idézet Sámuel 1. könyvéből (18ː7) „Megölt Saul ezer embert, Dávid meg tízezer embert!”
A szobrászt számos kritika érte a motívumválasztás miatt. Wood feltehetően a gyilkolás technológiájával állította szembe a sebezhető, meztelen emberi testet. A szobrász ugyanis első kézből tapasztalhatta meg, hogy milyen pusztító hatással van az emberi testre a modern hadviselés, mivel a háború alatt arcprotéziseket készített sebesült katonáknak.
A Géppuskás Hadtest emlékműve eredetileg a Grosvenor térhez közel állt, de 1945-ben útépítési munkák miatt elbontották. Mai helyén 1963-ban állították fel.